# Alejandro Ramos Folqués
Alejandro Ramos Folqués (Elche, 5 de julio de 1906 - Elche, 3 de junio de 1984) fue un arqueólogo español. Entre sus aportaciones destacan el establecimiento de la clasificación de la cerámica ibérica, la fijación de la cronología de la escultura ibérica y el estudio de la estratigrafía del yacimiento de La Alcudia, en el término municipal de Elche, del cual fue director de excavaciones de manera ininterrumpida desde 1935 hasta su muerte.
Obtuvo el cargo de académico correspondiente de la Real Academia de la Historia, del Instituto Arqueológico Alemán de Madrid, del Centro Internazionale di Richerche Storiche e Archeologiche di Viterbo y de la Real Academia Catalana de Bellas Artes de San Jorge.
Murió en Elche, el 3 de junio de 1984.